# 5224 Abbe
För andra betydelser, se Abbe.
5224 Abbe eller 1982 DX3 är en asteroid i huvudbältet som upptäcktes den 21 februari 1982 av den tyske astronomen Freimut Börngen vid Tautenburg-observatoriet. Den har fått sitt namn efter den tyske astronomen och fysikern, Ernst Abbe.
Asteroiden har en diameter på ungefär 4 kilometer.